# Vasikkasaari (ö i Kivijärvi, Kirkkosalmi)
Vasikkasaari är en ö i Finland. Den ligger i sjön Kivijärvi och i kommunen Kivijärvi i den ekonomiska regionen  Saarijärvi-Viitasaari och landskapet Mellersta Finland, i den centrala delen av landet, 300 km norr om huvudstaden Helsingfors. Öns area är 12,4 hektar och dess största längd är 0,6 kilometer i nord-sydlig riktning.